# Mwaro (vattendrag i Burundi, Kayanza)
Mwaro är ett vattendrag i Burundi.   Det ligger i provinsen Kayanza, i den centrala delen av landet, 40 km nordost om huvudstaden Bujumbura.
Omgivningarna runt Mwaro är en mosaik av jordbruksmark och naturlig växtlighet. Runt Mwaro är det tätbefolkat, med 369 invånare per kvadratkilometer.